# トッド・ダフィー
トッド・ダフィー（Todd Duffee、1985年12月6日 - ）は、アメリカ合衆国の男性総合格闘家。インディアナ州エバンズビル出身。アメリカン・トップチーム所属。

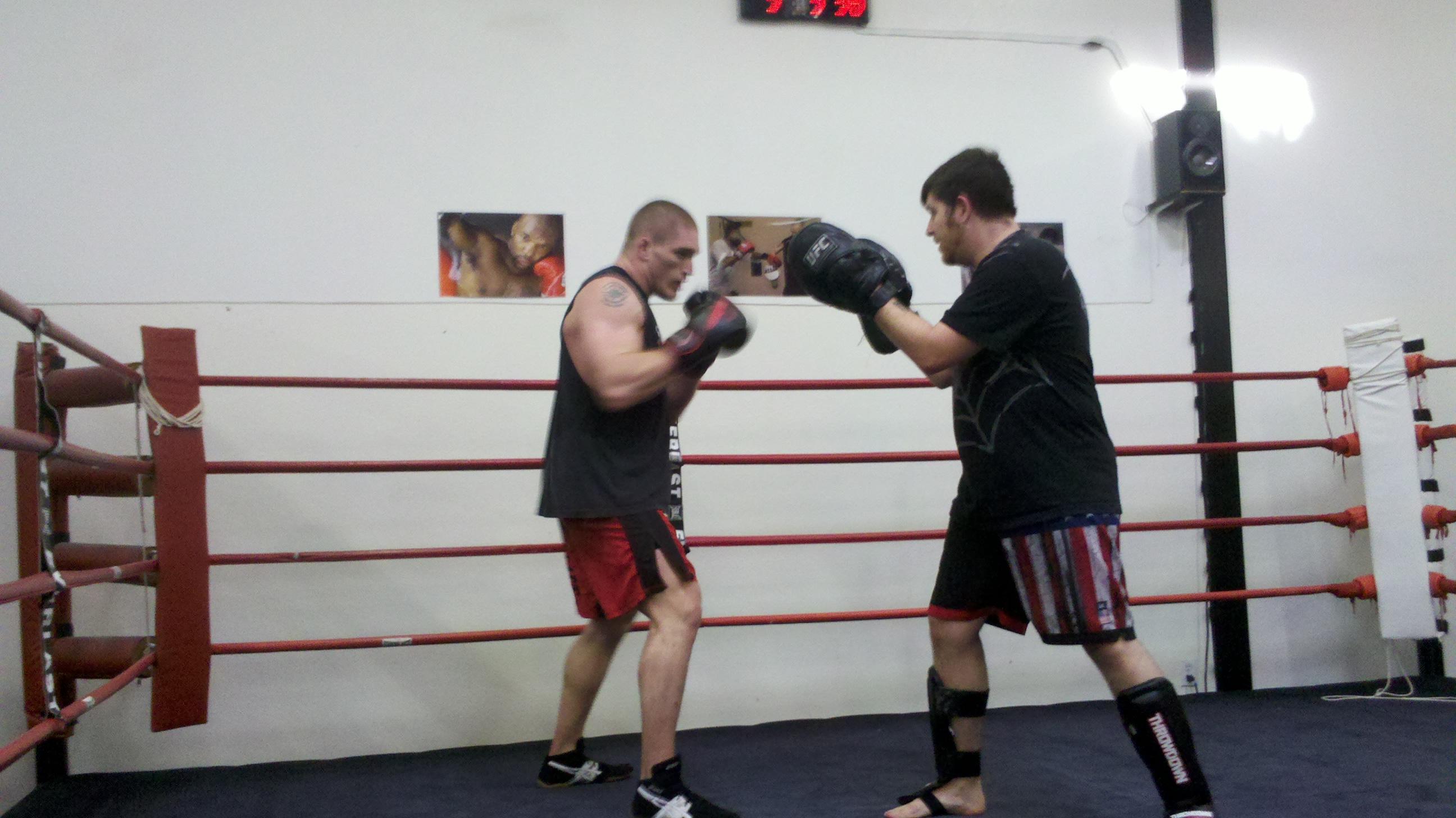
スパーリング中のダフィー

キャリアの全試合に判定決着が無く勝敗に関わらずKOまたはTKO決着、更に勝利した試合は全てパンチでの決着という格闘技界きってのハードパンチャーである。しかしここ数年は怪我や病いに悩まされ、試合に出場出来ていなかった。

## 来歴
高校時代はアメリカンフットボールで活躍したが怪我でやめてしまい、ジョージア大学進学後の19歳で総合格闘技の練習を始めた。
2008年9月13日、Jungle Fightでアスエリオ・シウバにパウンドでTKO勝ちを収め、デビュー以来5連勝を収めた。

### UFC
2009年8月29日、UFC初参戦となったUFC 102でティム・ヘイグと対戦。開始直後に左ストレートでダウンを奪い、パウンドにより7秒でのKO勝ちを収め、それまでドン・フライとジェームス・アーヴィンの保持していた最短KO記録（開始8秒）を更新し、当時のUFC史上最短KO記録を樹立した。
2009年12月12日、UFC 107でポール・ブエンテロと対戦予定であったが、負傷により欠場した。
2010年5月29日、UFC 114でマイク・ルソーと対戦し、2Rまでは試合を優勢に進めるも3Rに右ストレートでKO負け。7戦目で初黒星を喫した。
2010年12月31日、Dynamite!! 〜勇気のチカラ2010〜で行なわれたDREAMヘビー級暫定王座決定戦でアリスター・オーフレイムと対戦し、開始19秒KO負けを喫し王座獲得に失敗した。
2012年12月29日、UFC 155でフィル・デ・フライズと対戦し、スタンドパンチ連打でTKO勝ち。ノックアウト・オブ・ザ・ナイトを受賞した。
2014年12月6日、UFC 181でアンソニー・ハミルトンと対戦。2年振りのUFC出場となったが、KO勝ち。
2015年7月15日、UFC Fight Night: Mir vs. Duffeeでヘビー級ランキング10位のフランク・ミアと対戦し、KO負け。

## 戦績
| 総合格闘技 戦績 | 総合格闘技 戦績 | 総合格闘技 戦績 | 総合格闘技 戦績 | 総合格闘技 戦績 | 総合格闘技 戦績 | 総合格闘技 戦績 |
| --------------- | --------------- | --------------- | --------------- | --------------- | --------------- | --------------- |
| 14 試合         | (T)KO           | 一本            | 判定            | その他          | 引き分け        | 無効試合        |
| 9 勝            | 9               | 0               | 0               | 0               | 0               | 1               |
| 4 敗            | 4               | 0               | 0               | 0               | 0               | 1               |

| 勝敗 | 対戦相手                 | 試合結果                               | 大会名                                                          | 開催年月日     |
|      | ロベリス・デスパイネ     | 試合前                                 | GFL 1                                                           | 2025年5月24日  |
| ×    | フィル・デ・フライズ     | 1R 3:46 TKO                            | KSW 79: De Fries vs. Duffee 2 【KSWヘビー級タイトルマッチ】     | 2023年2月25日  |
| －   | ジェフ・ヒューズ         | 1R 4:03 無効試合（故意でないサミング） | UFC Fight Night: Cowboy vs. Gaethje                             | 2019年9月14日  |
| ×    | フランク・ミア           | 1R 1:13 KO（左ストレート）             | UFC Fight Night: Mir vs. Duffee                                 | 2015年7月15日  |
| ○    | アンソニー・ハミルトン   | 1R 0:33 KO（右フック）                 | UFC 181: Hendricks vs. Lawler 2                                 | 2014年12月6日  |
| ○    | フィル・デ・フライズ     | 1R 2:04 TKO（スタンドパンチ連打）      | UFC 155: dos Santos vs. Velasquez 2                             | 2012年12月29日 |
| ○    | ニール・グローブ         | 1R 0:34 TKO（右フック→パウンド）       | Super Fight League 2                                            | 2012年4月8日   |
| ×    | アリスター・オーフレイム | 1R 0:19 KO（スタンドパンチ連打）       | Dynamite!! 〜勇気のチカラ2010〜 【DREAMヘビー級暫定王座決定戦】 | 2010年12月31日 |
| ×    | マイク・ルソー           | 3R 2:32 KO（右ストレート）             | UFC 114: Rampage vs. Evans                                      | 2010年5月29日  |
| ○    | ティム・ヘイグ           | 1R 0:07 KO（左ストレート→パウンド）    | UFC 102: Couture vs. Nogueira                                   | 2009年8月29日  |
| ○    | アスエリオ・シウバ       | 2R 1:17 TKO（パウンド）                | Jungle Fight 11                                                 | 2008年9月13日  |
| ○    | ジョシュ・ベネット       | 1R 1:25 KO（パンチ連打）               | Alianza National Full Contact 2                                 | 2008年8月8日   |
| ○    | マーク・ハニガー         | 1R 3:22 TKO（パンチ連打）              | Crazy Horse Fights                                              | 2007年12月11日 |
| ○    | マイク・ウォルブライト   | 1R TKO（パンチ連打）                   | ISCF: Head on Collision                                         | 2007年6月1日   |
| ○    | ジョナサン・スピアーズ   | 1R 0:15 TKO（パンチ連打）              | ISCF: Invasion                                                  | 2007年2月9日   |

## 表彰
- UFC ノックアウト・オブ・ザ・ナイト（1回）

## 出演
- ネバー・バックダウン2（2010年）